# Легка атлетика на літніх Олімпійських іграх 2012
Змагання з легкої атлетики на літніх Олімпійських іграх 2012 були проведені 3-12 серпня в Лондоні на Олімпійському стадіоні.
Олімпійські чемпіони зі спортивної ходьби та марафонського бігу визначались на шосейних трасах, прокладених вулицями міста.

## Призери

### Чоловіки
| Дисципліни                | Золото                                                                                       | Золото     | Срібло                                                                                   | Срібло   | Бронза                                                                              | Бронза   |
| ------------------------- | -------------------------------------------------------------------------------------------- | ---------- | ---------------------------------------------------------------------------------------- | -------- | ----------------------------------------------------------------------------------- | -------- |
| 100 метрів                | Усейн Болт · Ямайка                                                                          | 9,63 OR    | Йоган Блейк · Ямайка                                                                     | 9,75     | Джастін Гетлін · США                                                                | 9,79     |
| 200 метрів                | Усейн Болт · Ямайка                                                                          | 19,32      | Йоган Блейк · Ямайка                                                                     | 19,44    | Воррен Вейр · Ямайка                                                                | 19,84    |
| 400 метрів                | Кірані Джеймс · Гренада                                                                      | 43,94      | Лугелін Сантос · Домініканська Республіка                                                | 44,46    | Лалонд Гордон · Тринідад і Тобаго                                                   | 44,52    |
| 800 метрів                | Давід Рудіша · Кенія                                                                         | 1.40,91 WR | Найджел Амос · Ботсвана                                                                  | 1.41,73  | Тімоті Кітум · Кенія                                                                | 1.42,53  |
| 1500 метрів               | Тауфік Махлуфі · Алжир                                                                       | 3.34,08    | Лео Манзано · США                                                                        | 3.34,79  | Абдалааті Ігідер · Марокко                                                          | 3.35,13  |
| 5000 метрів               | Мо Фара · Велика Британія                                                                    | 13.41,66   | Деджен Гебремескел · Ефіопія                                                             | 13.41,98 | Томас Лонгосіва · Кенія                                                             | 13.42,36 |
| 10000 метрів              | Мо Фара · Велика Британія                                                                    | 27.30,42   | Гален Рапп · США                                                                         | 27.30,90 | Таріку Бекеле · Ефіопія                                                             | 27.31,43 |
| 110 метрів з бар'єрами    | Ерієс Меррітт · США                                                                          | 12,92      | Джейсон Річардсон · США                                                                  | 13,04    | Генсл Парчмент · Ямайка                                                             | 13,12    |
| 400 метрів з бар'єрами    | Фелікс Санчес · Домініканська Республіка                                                     | 47,63      | Майкл Тінслі · США                                                                       | 47,91    | Хав'єр Кулсон · Пуерто-Рико                                                         | 48,10    |
| 3000 метрів з перешкодами | Єзекіїль Кембої · Кенія                                                                      | 8.18,56    | Маєдін Мекіссі-Бенаббад · Франція                                                        | 8.19,08  | Абель Мутаї · Кенія                                                                 | 8.19,73  |
| 4×100 метрів              | Ямайка · Неста Картер · Йоган Блейк · Майкл Фрейтер · Йоган Блейк · Кемар Бейлі-Коул (забіг) | 36,84 WR   | Тринідад і Тобаго · Марк Бернз · Кестон Бледмен · Еммануель Калландер · Річард Томпсон   | 38,12    | Франція · Джиммі Віко · Крістоф Леметр · П'єр-Алексі Пессоно · Рональд Поньйон      | 38,16    |
| 4×400 метрів              | Багамські Острови · Кріс Браун · Деметріус Піндер · Майкл Метью · Рамон Міллер               | 2.56,72    | США · Тоні Маккей · Джош Менс · Брайшон Неллум · Енджело Тейлор · Мантео Мітчелл (забіг) | 2.57,05  | Тринідад і Тобаго · Ейд Аллейн-Форт · Лалонд Гордон · Деон Лендор · Джаррін Соломон | 2.59,40  |
|                           |                                                                                              |            |                                                                                          |          |                                                                                     |          |
| Марафон                   | Стівен Кіпротіч · Уганда                                                                     | 2:08.01    | Абель Кіруї · Кенія                                                                      | 2:08.27  | Вілсон Кіпсанг Кіпротіч · Кенія                                                     | 2:09.37  |
| Ходьба 20 кілометрів      | Чень Дін · Китай                                                                             | 1:18.46 OR | Ерік Баррондо · Гватемала                                                                | 1:18.57  | Ван Чжень · Китай                                                                   | 1:19.25  |
| Ходьба 50 кілометрів      | Джеред Теллент · Австралія                                                                   | 3:36.53 OR | Си Тяньфен · Китай                                                                       | 3:37.16  | Роберт Геффернан · Ірландія                                                         | 3:37.54  |
|                           |                                                                                              |            |                                                                                          |          |                                                                                     |          |
| Стрибки у висоту          | Ерік Кайнард · США                                                                           | 2,33       | Мутаз Есса Баршим · Катар Дерек Друен · Канада Роберт Грабарз · Велика Британія          | 2,29     | не вручена                                                                          |          |
| Стрибки з жердиною        | Рено Лавіллені · Франція                                                                     | 5,97 OR    | Б'єрн Отто · Німеччина                                                                   | 5,91     | Рафаель Гольцдеппе · Німеччина                                                      | 5,91     |
| Стрибки у довжину         | Грег Резерфорд · Велика Британія                                                             | 8,31       | Мітчелл Вотт · Австралія                                                                 | 8,16     | Вілл Клей · США                                                                     | 8,12     |
| Потрійний стрибок         | Крістіан Тейлор · США                                                                        | 17,81      | Вілл Клей · США                                                                          | 17,62    | Фабріціо Донато · Італія                                                            | 17,48    |
| Штовхання ядра            | Томаш Маєвський · Польща                                                                     | 21,89      | Давід Шторль · Німеччина                                                                 | 21,86    | Різ Гоффа · США                                                                     | 21,23    |
| Метання диска             | Роберт Гартінг · Німеччина                                                                   | 68,27      | Есан Гададі · Іран                                                                       | 68,18    | Герд Кантер · Естонія                                                               | 68,03    |
| Метання молота            | Парш Крістіан · Угорщина                                                                     | 80,59      | Прімож Козмус · Словенія                                                                 | 79,36    | Мурофусі Кодзі · Японія                                                             | 78,71    |
| Метання списа             | Кешорн Волкотт · Тринідад і Тобаго                                                           | 84,58      | Антті Руусканен · Фінляндія                                                              | 84,12    | Вітеслав Веселий · Чехія                                                            | 83,34    |
|                           |                                                                                              |            |                                                                                          |          |                                                                                     |          |
| Десятиборство             | Ештон Ітон · США                                                                             | 8869       | Трей Гарді · США                                                                         | 8671     | Леонель Суарес · Куба                                                               | 8523     |

### Жінки
| Дисципліни                | Золото | Золото     | Срібло | Срібло   | Бронза                                                                   | Бронза   |
| ------------------------- | --- | ---------- | --- | -------- | ------------------------------------------------------------------------ | -------- |
| 100 метрів                | Шеллі-Енн Фрейзер-Прайс · Ямайка                                                                                            | 10,75      | Кармеліта Джетер · США | 10,78    | Вероніка Кемпбелл-Браун · Ямайка                                         | 10,81    |
| 200 метрів                | Еллісон Фелікс · США | 21,88      | Шеллі-Енн Фрейзер-Прайс · Ямайка | 22,09    | Кармеліта Джетер · США                                                   | 22,14    |
| 400 метрів                | Саня Річардс-Росс · США | 49,55      | Крістін Огуруоґу · Велика Британія | 49,70    | Діді Троттер · США                                                       | 49,72    |
| 800 метрів                | Кастер Семеня · Південно-Африканська Республіка                                                                             | 1.57,23    | Катерина Поїстогова · Росія | 1.57,53  | Памела Джелімо · Кенія                                                   | 1.57,59  |
| 1500 метрів               | Мар'ям Юсуф Джамал · Бахрейн                                                                                                | 4.10,74    | Тетяна Томашова · Росія | 4.10,90  | Абеба Арегаві · Ефіопія                                                  | 4.11,03  |
| 5000 метрів               | Месерет Дефар · Ефіопія | 15.04,27   | Вів'єн Черуйот · Кенія | 15.04,73 | Тірунеш Дібаба · Ефіопія                                                 | 15.05,15 |
| 10000 метрів              | Тірунеш Дібаба · Ефіопія | 30.20,75   | Саллі Кіп'єго · Кенія | 30.26,37 | Вів'єн Черуйот · Кенія                                                   | 30.30,44 |
| 100 метрів з бар'єрами    | Саллі Пірсон · Австралія | 12,35 OR   | Дон Гарпер · США | 12,37    | Келлі Веллс · США                                                        | 12,48    |
| 400 метрів з бар'єрами    | Наталя Антюх · Росія | 52,70      | Лашинда Демус · США | 52,77    | Зузана Гейнова · Чехія                                                   | 53,38    |
| 3000 метрів з перешкодами | Габіба Грібі · Туніс | 9.08,37    | Софія Ассефа · Ефіопія | 9.09,84  | Мілка Чейва · Кенія                                                      | 9.09,88  |
| 4×100 метрів              | США · Тіанна Медісон · Еллісон Фелікс · Б'янка Найт · Кармеліта Джетер · Дженеба Тармо (забіг) · Лорін Вільямс (забіг)      | 40,82 WR   | Ямайка · Шеллі-Енн Фрейзер-Прайс · Шерон Сімпсон · Вероніка Кемпбелл-Браун · Керрон Стюарт · Саманта Генрі-Робінсон (забіг) · Скіллоні Калверт (забіг) | 41,41    | Україна · Олеся Повх · Христина Стуй · Марія Рємєнь · Єлизавета Бризгіна | 42,04    |
| 4×400 метрів              | США · Франсена Маккорорі · Саня Річардс-Росс · Діді Троттер · Еллісон Фелікс · Кіша Бейкер (забіг) · Даймонд Діксон (забіг) | 3.16,87    | Ямайка · Крістін Дей · Розмарі Вайт · Новлін Вільямс · Шеріка Вільямс · Шеріфа Ллойд (забіг)                                                           | 3.20,95  | Україна · Аліна Логвиненко · Ольга Земляк · Анна Ярощук · Наталія Пигида | 3.23,57  |
|                           | |            | |          |                                                                          |          |
| Марафон                   | Тікі Джелана · Ефіопія | 2:23.07 OR | Пріска Джепту · Кенія | 2:23.12  | Тетяна Архипова · Росія                                                  | 2:23.29  |
| Ходьба 20 кілометрів      | Цєян Шеньцзє · Китай | 1:25.16 OR | Лю Хун · Китай | 1:26.00  | Люй Сючжи · Китай                                                        | 1:27.10  |
|                           | |            | |          |                                                                          |          |
| Стрибки у висоту          | Ганна Чичерова · Росія | 2,05       | Бріджетта Барретт · США | 2,03     | Рут Бейтья · Іспанія                                                     | 2,00     |
| Стрибки з жердиною        | Дженн Сур · США | 4,75       | Яріслей Сілва · Куба | 4,75     | Олена Ісинбаєва · Росія                                                  | 4,70     |
| Стрибки у довжину         | Бріттні Різ · США | 7,12       | Олена Соколова · Росія | 7,07     | Дженей Делоуч · США                                                      | 6,89     |
| Потрійний стрибок         | Ольга Рипакова · Казахстан                                                                                                  | 14,98      | Катерін Ібаргуен · Колумбія | 14,80    | Ольга Саладуха · Україна                                                 | 14,79    |
| Штовхання ядра            | Валері Адамс · Нова Зеландія                                                                                                | 20,70      | Ґун Ліцзяо · Китай | 20,22    | Лі Лін · Китай                                                           | 19,63    |
| Метання диска             | Сандра Перкович · Хорватія                                                                                                  | 69,11      | Лі Яньфен · Китай | 67,22    | Яреліс Барріос · Куба                                                    | 66,38    |
| Метання молота            | Аніта Влодарчик · Польща | 77,60      | Бетті Гайдлер · Німеччина | 77,13    | Чжан Веньсю · Китай                                                      | 76,34    |
| Метання списа             | Барбора Шпотакова · Чехія                                                                                                   | 69,55      | Крістіна Оберґфелль · Німеччина | 65,16    | Лінда Шталь · Німеччина                                                  | 64,91    |
|                           | |            | |          |                                                                          |          |
| Семиборство               | Джессіка Енніс · Велика Британія                                                                                            | 6955       | Ліллі Шварцкопф · Німеччина | 6649     | Аустра Скуїте · Литва                                                    | 6599     |

## Медальний залік
| Місце | Країна                          | Золото | Срібло | Бронза | Загалом |
| ----- | ------------------------------- | ------ | ------ | ------ | ------- |
| 1     | США                             | 10     | 11     | 7      | 28      |
| 2     | Ямайка                          | 4      | 5      | 3      | 12      |
| 3     | Велика Британія                 | 4      | 2      | 0      | 6       |
| 4     | Росія                           | 3      | 3      | 3      | 9       |
| 5     | Ефіопія                         | 3      | 2      | 3      | 8       |
| 6     | Кенія                           | 2      | 4      | 7      | 13      |
| 7     | Китай                           | 2      | 4      | 4      | 10      |
| 8     | Австралія                       | 2      | 1      | 0      | 3       |
| 9     | Польща                          | 2      | 0      | 0      | 2       |
| 10    | Німеччина                       | 1      | 2      | 5      | 8       |
| 11    | Тринідад і Тобаго               | 1      | 1      | 2      | 4       |
| 12    | Франція                         | 1      | 1      | 1      | 3       |
| 13    | Домініканська Республіка        | 1      | 1      | 0      | 2       |
| 14    | Чехія                           | 1      | 0      | 2      | 3       |
| 15    | Алжир                           | 1      | 0      | 0      | 1       |
| 15    | Багамські Острови               | 1      | 0      | 0      | 1       |
| 15    | Бахрейн                         | 1      | 0      | 0      | 1       |
| 15    | Хорватія                        | 1      | 0      | 0      | 1       |
| 15    | Гренада                         | 1      | 0      | 0      | 1       |
| 15    | Угорщина                        | 1      | 0      | 0      | 1       |
| 15    | Казахстан                       | 1      | 0      | 0      | 1       |
| 15    | Нова Зеландія                   | 1      | 0      | 0      | 1       |
| 15    | Туніс                           | 1      | 0      | 0      | 1       |
| 15    | Уганда                          | 1      | 0      | 0      | 1       |
| 15    | Південно-Африканська Республіка | 1      | 0      | 0      | 1       |
| 26    | Куба                            | 0      | 1      | 2      | 3       |
| 27    | Ботсвана                        | 0      | 1      | 0      | 1       |
| 27    | Колумбія                        | 0      | 1      | 0      | 1       |
| 27    | Фінляндія                       | 0      | 1      | 0      | 1       |
| 27    | Гватемала                       | 0      | 1      | 0      | 1       |
| 27    | Іран                            | 0      | 1      | 0      | 1       |
| 27    | Словенія                        | 0      | 1      | 0      | 1       |
| 27    | Катар                           | 0      | 1      | 0      | 1       |
| 27    | Канада                          | 0      | 1      | 0      | 1       |
| 35    | Україна                         | 0      | 0      | 3      | 3       |
| 36    | Естонія                         | 0      | 0      | 1      | 1       |
| 36    | Ірландія                        | 0      | 0      | 1      | 1       |
| 36    | Італія                          | 0      | 0      | 1      | 1       |
| 36    | Японія                          | 0      | 0      | 1      | 1       |
| 36    | Литва                           | 0      | 0      | 1      | 1       |
| 36    | Марокко                         | 0      | 0      | 1      | 1       |
| 36    | Пуерто-Рико                     | 0      | 0      | 1      | 1       |